# Monmouth (Oregon)
Monmouth – miasto w Stanach Zjednoczonych, w stanie Oregon, w hrabstwie Polk.